# Valter Birsa
Valter Birsa (n. 7 august 1986) este un jucător de fotbal sloven, care joacă pentru Chievo Verona și pentru Echipa națională de fotbal a Sloveniei.

## Palmares

#### ND Gorica
- PrvaLiga (Slovenia): 2004–05, 2005–06
- Cupa Sloveniei:

- Locul doi: 2004–05

#### FC Sochaux-Montbéliard
- Coupe de France: 2006–07